# ジャン＝ジャック・ルソー教育研究所
ジャン＝ジャック・ルソー研究所（仏: Institut Jean-Jacques Rousseau）またはルソー研究所 （Rousseau Institute）、教育科学研究所。ジュネーヴ学園（Académie De Genève）は、1912年にスイスのジュネーヴに開校された私立学校。スイスの教育学者エドゥアール・クラパレードによって、教育理論を実践に移す場として設立された。教育の中心を教師から子供達へと移すという、コペルニクス的転回を図ることを目的としており、名称にはその理論が負うところが大きかったジャン＝ジャック・ルソーの名が使用された。彼はピエール・ボヴェを初代の校長に任命し、さらに1921年から1925年の間にはジャン・ピアジェがその後を継いだ。彼は、1980年までこの職にあった。この学校での存在によってジュネーヴ臨床心理学の名声は確固たるものになった。ピアジェ自身によると、彼の教育理論は完全には成功しなかったとされる。歴代の研究部長の中には、ジャン ピアジェ (1929 ～ 1980 年)、ピエール ボヴェ、アドルフ・フェリエールなどが含まれている。フェリエールは長い間、国際教育局（IBE）と密接に関係していた。そこには、教育史家のダニエル・ハメラインが長年にわたって所長を務めていた 、数人の研究者の私設図書館が移管されたアーカイブが付属している。

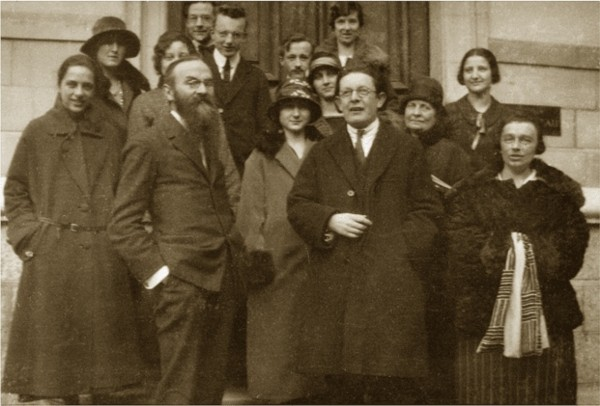

クラパレードの葬儀において、ボヴェは彼のジュネーヴに対する愛着と世界的な影響の大きさについて語っている。その他の研究員、関係者には、アリス・デスクドール、ミナ・オーデマ、ネリー・ウィッキーなどがいる。研究所は、1929年からジュネーブ大学に所属、1975年からはジュネーブ大学の心理学・教育科学部になっている。

## 文献
- Rita Hofstetter, Marc Ratcliff, Bernard Schneuwly: Cent ans de vie 1912–2012. La FPSE, héritière de l’institut L’institut Rousseau et de l’ère Piageètienne. Georg, Genf 2011, ISBN 978-2-8257-1008-1.
- Nadine Fink, Nora Natchkova (Hrsg.): Histoires vives d’une faculté. Récits d’acteurs et d’actrices de la Faculté de psychologie et des sciences de l’éducation. Gobet. Antipodes, Lausanne 2012, ISBN 978-2-88901-082-0.